# Theophilus Pashkovsky

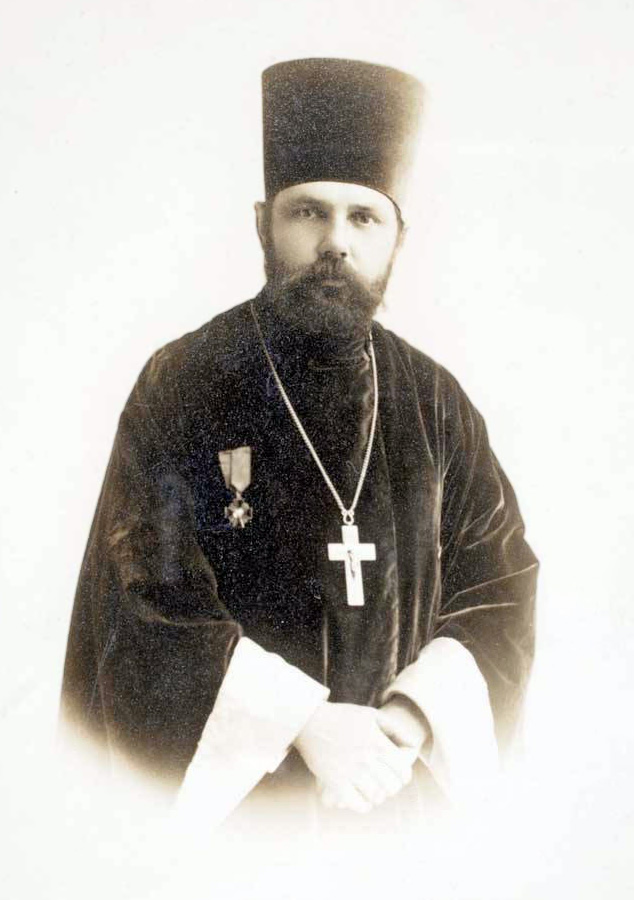
Erzpriester Theodore Paschkovsky

Metropolit Theophilus (russisch Митрополит Феофил Mitropolit Feofil; Taufname Fjodor Nikolajewitsch Paschkowski, russisch Фёдор Николаевич Пашковский, englisch Theodore Pashkovsky; * 6. Februar 1874, Kiew; † 27. Juni 1950 in San Francisco) war Primas der Nordamerikanischen Metropolie der Orthodoxen Kirche, Erzbischof von San Francisco und Metropolit von ganz Amerika und Kanada.

## Leben
Fjodor Paschkowski wurde am 6. Februar 1874 in der Provinz Kiew in eine Priesterfamilie geboren. Er besuchte die Vorbereitungskurse des Kiewer Theologischen Seminars (Киевская духовная академия), wo sein Fleiß auffiel. Als junger Student erlebte er eine Knocheninfektion, die die Ärzte als unheilbar ansahen. Gebete, die der Heilige Johannes von Kronstadt für ihn verrichtete, sollen eine vollständige Heilung erreicht haben; jedenfalls überstand Paschkowski die Infektion ohne Folgen. Aus Dankbarkeit gelobte Fjodor Novize zu werden. Er trat 1894 in das Kiewer Höhlenkloster (Lavra) ein.
Als der Bischof Nicholas Ziorov der Nordamerikanischen Diözese die Lavra besuchte, um Mitarbeiter für seine Mission anzuwerben, wurde Fjodor nach Amerika eingeladen. Er wurde als Sekretär für die Verwaltungsaufgaben der Mission angestellt, kurz nachdem er 1894 in San Francisco ankam. Bald darauf traf er Ella Dabović aus der serbischen Gemeinde, die er wenig später heiratete. Sie war die Nichte von Vater Sevastijan Dabović.
Am 4. Dezember 1897 wurde er zum Priester geweiht, nachdem er kurz vorher die Diakonenweihe empfangen hatte.
Am 20. Juni 1900 wurde der erste Sohn Boris geboren, der während des Zweiten Weltkriegs als US-amerikanischer Colonel (Oberst) Bekanntheit erlangte. Er wurde der Führer der Alsos-Mission in Europa im Zuge des Manhattan Project und war als Foreign Liaison Officer unter General Douglas MacArthur an Verhandlungen über die Zukunft der Japanisch-Orthodoxen Kirche 1945–1947 beteiligt.
Als Erzbischof Tichon (Bellawin) 1906 nach Russland zurückkehrte, begleitete ihn Fjodor mit seiner Familie und arbeitete zunächst in der Verwaltung der Diözese Warschau-Wilna.
Im Ersten Weltkrieg arbeitete Fjodor im Famine Relief Program des YMCA an der Wolga. 1917 verstarb seine Frau.
Als das bolschewistische Regime immer stärkeren Einfluss auf die Kirche nahm, traf sich Paschkowski häufig mit Patriarch Tichon, um die Zukunft der Nordamerikanischen Diözese zu diskutieren. Während der Gespräche sprach der Patriarch auch seinen Wunsch aus, dass Paschkowski Bischof werden solle. Daraufhin kehrte dieser 1922 in die Vereinigten Staaten zurück, erhielt die Tonsur und bekam den Namen Theophilus. Auf Veranlassung des Heiligen Synods wurde Hieromonk Theophilus am 3. Dezember 1922 zum Bischof von Chicago geweiht.
Er beaufsichtigte den Neubeginn der theologischen Ausbildung in der Diözese. 1914 war das einzige orthodoxe Seminar in Tenafly, New Jersey geschlossen worden.
Theophilus blieb in Chicago, bis er 1931 als Bischof nach San Francisco berufen wurde.
Nach dem Tod von Metropolit Platon Roschdestwenski 1934 wurde er beim Fünften All-American Sobor sowohl vom Konzil der versammelten Bischöfe, als auch vom kompletten Council als neuer Metropolit berufen.
Unter seiner Leitung erreichte die Amerikanische Orthodoxe Kirche eine gewisse Stabilität. Die Beziehungen der Bischöfe verbesserten sich, als die Lebensgefahr für die Living Church abebbte.
Theophilus bemühte sich um die Einheit der russischen Diaspora: 1935 unterzeichnete er die „Vorläufige Verordnungen über die Russische Orthodoxe Kirche im Ausland“ (Временное Положение о Русской Православной Церкви заграницей), wodurch die Nordamerikanische Metropolie der Hoheit der Synode in Sremski Karlovci unterstellt wurde. Trotzdem behielt die Metropolie, vor allem durch den Einfluss von Theophilus selbst, einen Großteil ihrer Autonomie.
Besondere Aufmerksamkeit richtete Theophilus auf die kirchliche Bildungsarbeit. Er errichtete beispielsweise das Saint Vladimir’s Orthodox Theological Seminary und sorgte für die Einrichtung einer Metropolitan-Kathedrale (Holy Virgin Protection Cathedral, New York City).
Die Einheit mit der Russisch-Orthodoxen Kirche blieb jedoch zerbrechlich. Bei einem Konzil am 26.–29. November 1946 erließ das Cleveland Council eine Resolution, in der sie die Synode der Russischen Orthodoxen Kirche im Ausland nicht mehr anerkannte. Metropolit Theophilus hatte sich zwar dagegen ausgesprochen, unterwarf sich jedoch der Entscheidung des Konzil und so wurden die Beziehungen zur Russischen Orthodoxen Kirche im Ausland abgebrochen.
Folgeerscheinungen der Unruhen und der episcopal problems der 1920er blieben auch während des Zweiten Weltkrieges und bis zum Tod von Theophilus am 27. Juni 1950 bestehen.